# Dzielnice Pragi
Podział administracyjny Pragi składa się z dwóch lub trzech poziomów w zależności od części miasta. Strukturą najwyższą jest Magistrat Miasta Stołecznego Pragi (Magistrát hlavního města Prahy) – odpowiedzialny za transport publiczny, finanse miasta, władzę wykonawczą, ochronę zdrowia i obronę cywilną, kulturę i inne.
W 1990 roku miasto zostało podzielone na 56 (od 1992 roku na 57) samozarządzających się gmin miejskich (městské části). Rejony te są odpowiedzialne za skupiska zieleni (np. parki) i ochronę środowiska, dostarczanie wyposażenia do szkół i ochotniczą straż pożarną, sportowe i kulturalne przedsięwzięcia, organizowaniem życia społecznego, ochronę zdrowia, cmentarze oraz niektóre podatki. Innymi obowiązkami gmin miejskich jest zarządzanie własnością miejską.
Od 2001 roku, 57 gmin miejskich jest zgrupowana w 22 ponumerowane dzielnice administracyjne (správní obvody) dla celów administracji publicznej.

## Tabela dzielnic administracyjnych i gmin miejskich

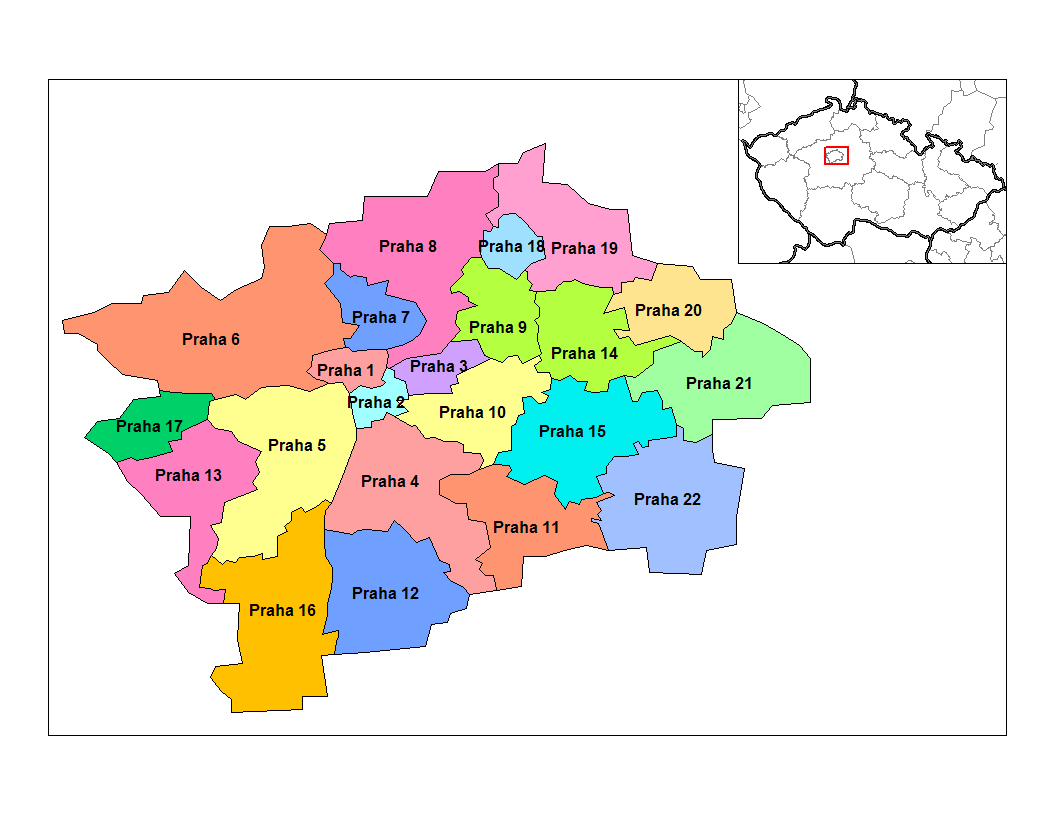
Dzielnice administracyjne Pragi

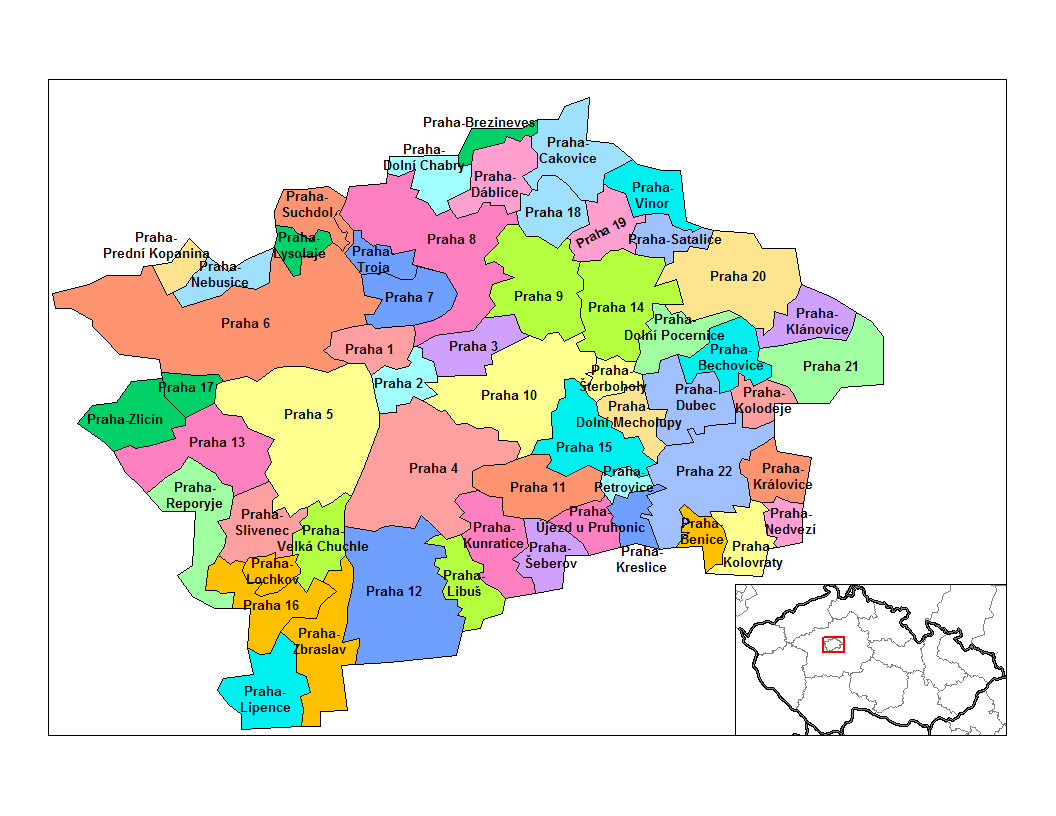
Gminy miejskie Pragi

| Była nazwa dzielnicy | Aktualna nazwa administracyjna dzielnicy | Aktualna nazwa gminy miejskiej                                     |
| -------------------- | ---------------------------------------- | ------------------------------------------------------------------ |
| Praga 1              | Praga 1                                  | Praga 1                                                            |
| Praga 2              | Praga 2                                  | Praga 2                                                            |
| Praga 3              | Praga 3                                  | Praga 3                                                            |
| Praga 4              | Praga 4                                  | Praga 4, Kunratice                                                 |
| Praga 4              | Praga 11 (część)                         | Praga 11, Šeberov, Újezd u Průhonic                                |
| Praga 4              | Praga 12                                 | Praga 12, Libuš                                                    |
| Praga 5              | Praga 5                                  | Praga 5, Slivenec                                                  |
| Praga 5              | Praga 13                                 | Praga 13, Řeporyje                                                 |
| Praga 5              | Praga 16                                 | Praga 16 (była Radotín), Lipence, Lochkov, Velká Chuchle, Zbraslav |
| Praga 5              | Praga 17 (część)                         | Zličín                                                             |
| Praga 6              | Praga 6                                  | Praga 6, Lysolaje, Nebušice, Přední Kopanina, Suchdol              |
| Praga 6              | Praga 17 (część)                         | Praga 17 (była Řepy)                                               |
| Praga 7              | Praga 7                                  | Praga 7, Troja (dzielnica Troja jest rozdzielona od 1992-01-01)    |
| Praga 8              | Praga 8                                  | Praga 8, Březiněves, Dolní Chabry, Ďáblice                         |
| Praga 9              | Praga 9                                  | Praga 9                                                            |
| Praga 9              | Praga 14                                 | Praga 14, Dolní Počernice                                          |
| Praga 9              | Praga 18                                 | Praga 18 (była Letňany)                                            |
| Praga 9              | Praga 19                                 | Praga 19 (była Kbely), Čakovice, Satalice, Vinoř                   |
| Praga 9              | Praga 20                                 | Praga 20 (była Horní Počernice)                                    |
| Praga 9              | Praga 21                                 | Praga 21 (była Újezd nad Lesy), Běchovice, Klánovice, Koloděje     |
| Praga 10             | Praga 10                                 | Praga 10                                                           |
| Praga 10             | Praga 11 (część)                         | Křeslice                                                           |
| Praga 10             | Praga 15                                 | Praga 15, Dolní Měcholupy, Dubeč, Petrovice, Štěrboholy            |
| Praga 10             | Praga 22                                 | Praga 22 (była Uhříněves), Benice, Kolovraty, Královice, Nedvězí   |

## List rejonów katastralnych
Według: Rejon katastralny (rok przyłączenia do Pragi) – gmina miejska
- Hradčany (1784) – Praga 1, Praga 6
- Malá Strana (1784) – Praga 1, Praga 5
- Nové Město (Nowe Miasto) (1784) – Praga 1, Praga 2, Praga 8
- Staré Město (Stare Miasto) (1784) – Praga 1
- Josefov (Dzielnica żydowska) (1854) – Praga 1
- Vyšehrad (1883) – Praga 2
- Holešovice (1884) – Praga 7, Praga 1
- Libeň (1901) – Praga 8, Praga 9, Praga 7
- Bohnice (1922) – Praga 8
- Braník (1922) – Praga 4
- Břevnov (1922) – Praga 6, Praga 5
- Bubeneč (1922) – Praga 7, Praga 6
- Dejvice (1922) – Praga 6
- Hloubětín (1922) – Praga 14, Praga 9
- Hlubočepy (1922) – Praga 5
- Hodkovičky (1922) – Praga 4
- Hostivař (1922) – Praga 15
- Hrdlořezy (1922) – Praga 9, Praga 10
- Jinonice (1922) – Praga 5, Praga 13
- Karlín (1922) – Praga 8
- Kobylisy (1922) – Praga 8
- Košíře – Praga 5
- Krč (1922) – Praga 4
- Liboc (1922) – Praga 6
- Lhotka (1922) – Praga 4
- Malá Chuchle (1922) – Velká Chuchle
- Malešice (1922) – Praga 10, Praga 9
- Michle (1922) – Praga 4, Praga 10
- Motol (1922) – Praga 5
- Nusle (1922) – Praga 4, Praga 2
- Podolí (1922) – Praga 4
- Prosek (1922) – Praga 9
- Radlice (1922) – Praga 5
- Smíchov (1922) – Praga 5
- Sedlec (1922) – Praga 6, Suchdol
- Strašnice (1922) – Praga 10, Praga 3
- Střešovice (1922) – Praga 6
- Střížkov (1922) – Praga 9, Praga 8
- Troja (1922) – Troja, Praga 7
- Veleslavín (1922) – Praga 6
- Vinohrady (1922) – Praga 2, Praga 3, Praga 10, Praga 1
- Vokovice (1922) – Praga 6
- Vršovice (1922) – Praga 10, Praga 4
- Vysočany (1922) – Praga 9, Praga 3
- Záběhlice (1922) – Praga 10, Praga 4
- Žižkov (1922) – Praga 3, Praga 10
- Čimice (1960) – Praga 8
- Ruzyně (1960) – Praga 6
- Ďáblice (1960/68) – Ďáblice
- Dolní Chabry (1960/68) – Dolní Chabry
- Holyně (1960/68) – Slivenec
- Kunratice (1960/68) – Kunratice
- Lysolaje (1960/68) – Lysolaje
- Řeporyje (1960/68/74) – Řeporyje, Praga 13
- Čakovice (1968) – Čakovice
- Dolní Měcholupy (1968) – Dolní Měcholupy, Dubeč
- Horní Měcholupy (1968) – Praga 15
- Letňany (1968) – Praga 18
- Libuš (1968) – Libuš
- Kbely (1968) – Praga 19
- Kyje (1968) – Praga 14
- Komořany (1968) – Praga 12
- Miškovice (1968) – Čakovice
- Modřany (1968) – Praga 12
- Nebušice (1968) – Nebušice
- Štěrboholy (1968) – Štěrboholy
- Třeboradice (1968) – Čakovice
- Velká Chuchle (1968) – Velká Chuchle
- Háje (1968/74) – Praga 11
- Petrovice (1968/74) – Petrovice
- Přední Kopanina (1968/74) – Přední Kopanina
- Běchovice (1974) – Běchovice
- Benice (1974) – Benice
- Březiněves (1974) – Březiněves
- Dolní Počernice (1974) – Dolní Počernice
- Dubeč (1974) – Dubeč
- Hájek (1974) – Uhříněves
- Horní Počernice – Praga 20
- Hostavice (1974 – Praga 14
- Chodov (1974) – Praga 11
- Cholupice (1974) – Praga 12
- Klánovice (1974) – Klánovice
- Královice (1974) – Královice
- Koloděje (1974) – Koloděje
- Kolovraty (1974) – Kolovraty
- Křeslice (1974) – Křeslice
- Lahovice (1974) – Zbraslav
- Lipany (1974) – Kolovraty
- Lipence (1974) – Lipence
- Lochkov (1974) – Lochkov
- Nedvězí (1974) – Nedvězí
- Písnice (1974) – Libuš
- Pitkovice (1974) – Uhříněves, Křeslice
- Radotín (1974) – Radotín
- Řepy (1974) – Praga 17, Praga 6
- Satalice (1974) – Satalice
- Slivenec (1974) – Slivenec
- Sobín (1974) – Zličín
- Stodůlky (1974) – Praga 13, Řeporyje
- Suchdol (1974) – Suchdol
- Točná (1974) – Praga 12
- Třebonice (1974) – Praga 13, Řeporyje, Zličín
- Uhříněves (1974) – Uhříněves
- Újezd nad Lesy (1974) – Praga 21
- Újezd u Průhonic (1974) – Újezd u Průhonice
- Vinoř (1974) – Vinoř
- Zadní Kopanina (1974) – Řeporyje
- Zbraslav (1974) – Zbraslav
- Zličín (1974) – Zličín
- Černý Most (stworzona 1988 roku z części Kyje, Hostavice, Dolní Počernice and Horní Počernice) – Praga 14
- Kamýk (stworzona w 1989 roku z części Lhotka and Libuš) – Praga 12

Źródło: Kuča, Karl (2002). Města a městečka v Čechách, na Moravě a ve Slezsku Par-Pra (V. díl). ISBN 80-7277-039-X.

## Symbole

Praga 1
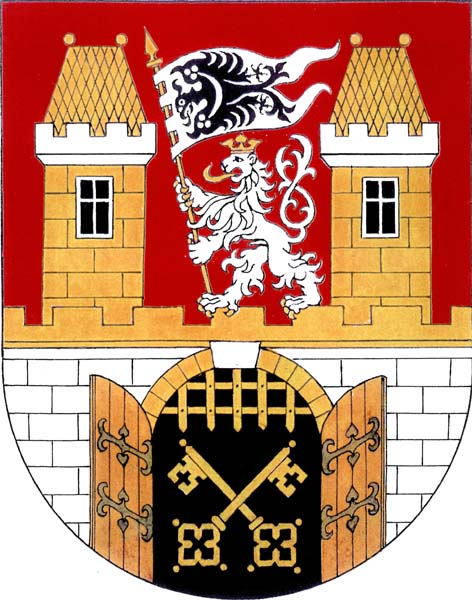
Praga 2
Praga 3
Praga 4
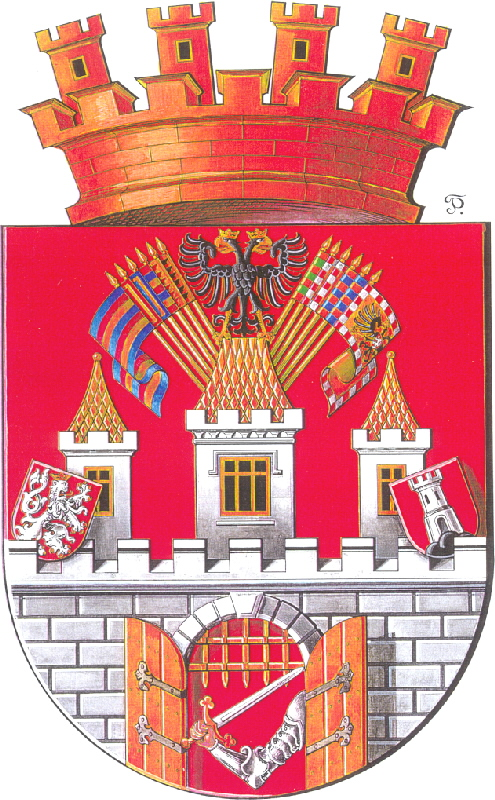
Praga 5
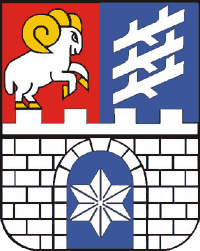
Praga 6
Praga 7
Praga 8
Praga 9
Praga 10
Praga 11
Praga 12
Praga 13
Praga 14
Praga 15
Praga 16
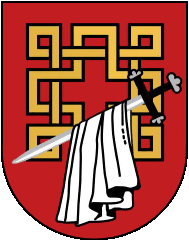
Praga 17
Praga 18
Praga 19
Praga 20
Praga 21
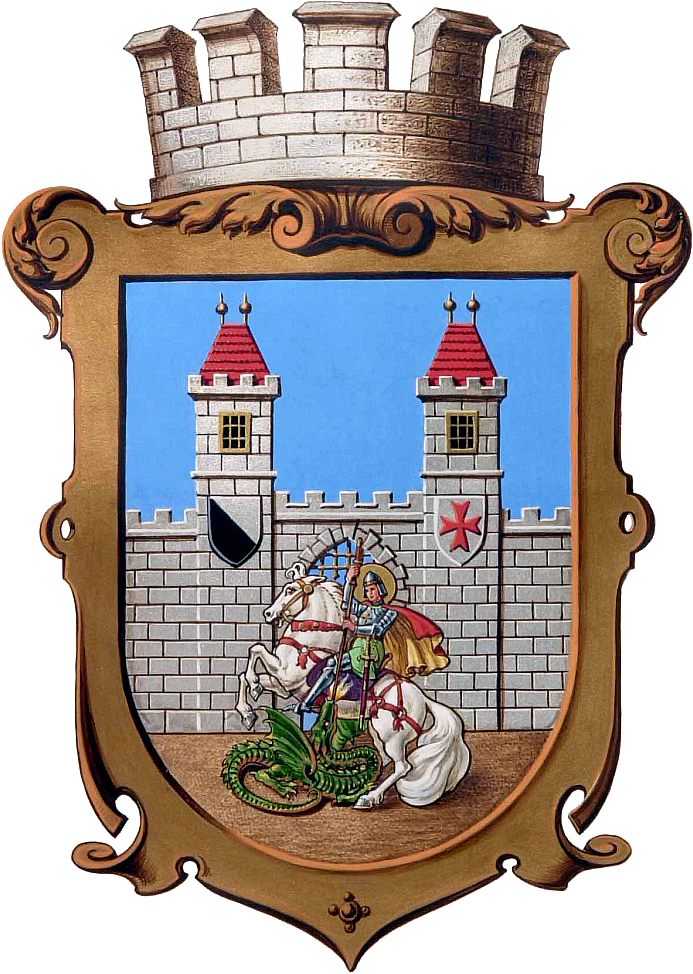
Praga 22